# Mesochorus eusubtilis
Mesochorus eusubtilis là một loài tò vò trong họ Ichneumonidae.